# Poecilotriccus pulchellus
Poecilotriccus pulchellus là một loài chim trong họ Tyrannidae.